# Tom Jennings
Tom Jennings (nacido en 1955 como Thomas Daniel Jennings en la ciudad de Boston, Massachusetts) es el creador de FidoNet, el primer sistema de interconexión de BBSes. Originalmente, los protocolos de Fidonet fueron implementados en un programa llamado Fido, escrito por Jennings, pero posteriormente fueron utilizados por otros autores en otros programas para crear una red que funciona en multitud de plataformas.
Aparte de crear el protocolo más influyente para la creación de redes de BBSes, Jennings creó el primer sitio web de la revista Wired, programó el sistema BIOS que sirvió como base del BIOS de Phoenix Technologies, fue propietario de uno de los primeros proveedores regionales de acceso a Internet, The Little Garden, y mantiene un archivo informal de ciencia y tecnología de la época de la Guerra Fría.